# Sturebymordet

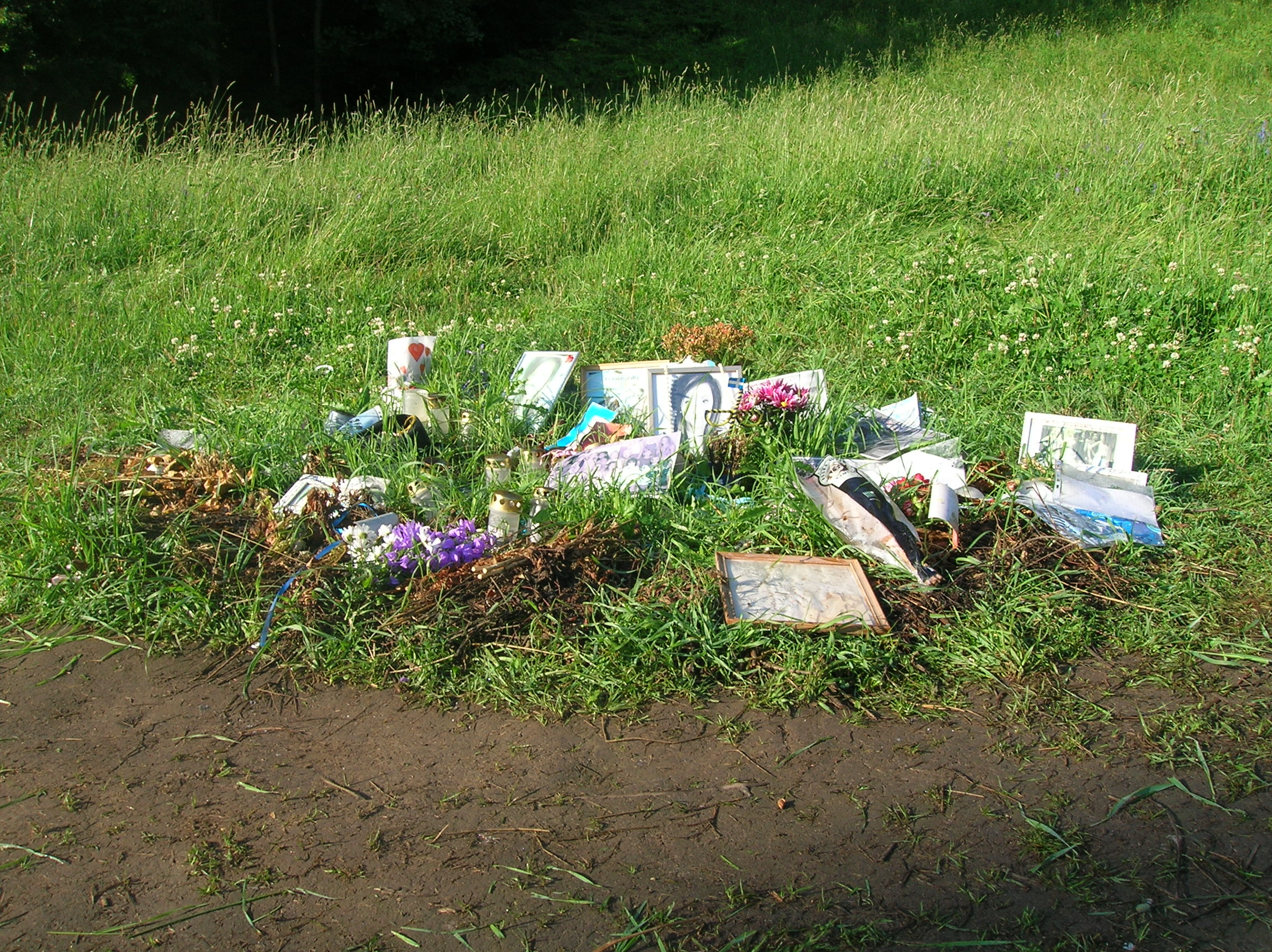
Minnesplats intill Enskedefältets hoppbacke.

Sturebymordet inträffade natten till den 7 juni 2009, då en 15-årig flicka, Therese Johansson Rojo (född 17 juni 1993), kvävdes till döds i en skogsdunge vid Enskedefältets hoppbacke nära Sockenplan i södra Stockholm under en fest. Platsen ligger intill stadsdelen Stureby, men hör  till stadsdelen Enskedefältet. Den 9 september 2009 fälldes två 16-åringar som ansvariga för dådet.

## Mordet och efterspel
Therese Johansson Rojos kropp påträffades i skogsdungen efter midnatt den 7 juni. Vittnen uppger att hon hade gått ut i skogen för att kissa och där mött den 16-årige pojke som fälldes i tingsrätten. Han och en jämnårig flicka greps och anhölls samma natt, och häktades den 9 juni misstänkta för mord på Therese Johansson Rojo. De hade enligt det senare åtalet planerat mordet under flera veckors tid, bland annat genom SMS- och e-post-kontakt. De tre inblandade gick alla på Kunskapsskolan Enskede. Den 14 maj fick flickan reda på att pojken varit otrogen genom att kyssa Therese vid Valborgsfirandet två veckor tidigare. Enligt förundersökningsprotokollet sms:ade han flickan på kvällen och erbjöd sig att göra vad som helst för att få henne tillbaka. Enligt protokoll skrev då flickan att hon ville att pojken skulle döda Therese Johansson Rojo annars var det slut mellan paret. Flickan hade senare skickat ett antal SMS till pojken och skrivit klart och tydligt att hon ville att han skulle döda Therese. I förhör senare har flickan sagt att hon spelade med i det hela, övertygad om att pojkvännen aldrig skulle genomföra mordet.
Den 12 juni initierade tidningen Aftonbladet en kampanj för insamling av medel till BRIS via betal-SMS, under rubriken "Glöm inte Therese". Föräldrarna till den mördade Riccardo Campogiani uttryckte enligt tidningen dagen efter sitt stöd för kampanjen.

## Rättegång och dom
Rättegången mot de båda ungdomarna inleddes vid Södertörns tingsrätt den 19 augusti 2009 och avslutades inför öppna dörrar den 9 september. Rätten fällde minuter efter avslutade pläderingar flickan för anstiftan till mord och pojken för mordet på Therese Johansson Rojo. De fällda genomgick därefter en rättspsykiatrisk undersökning. Den 23 oktober meddelades det att undersökningen var klar och att ingen av ungdomarna led av en allvarlig psykisk störning under dådet och att de därför kunde dömas till sluten ungdomsvård enligt svensk lag. Påföljden meddelades tre dagar senare, den 26 oktober, och de båda dömdes till ett år och åtta månaders sluten ungdomsvård. I domen slås det även fast att pojken aldrig skulle ha mördat Therese Johansson Rojo utan den starka påverkan från flickvännen. De ska även betala ett skadestånd till Johansson Rojos föräldrar på totalt 60 000 kr vardera; båda gärningsmännen ska också betala 25 000 vardera till Johansson Rojos äldre bror. Domarna startade en debatt i Sverige om huruvida ungdomsbrottslingar ska dömas till hårdare straff än vad de gjorde då. Den 13 november överklagades båda domarna och åklagaren begärde samtidigt att de två dömda ungdomarnas straff inom den slutna ungdomsvården skulle förlängas. Den 19 november överklagade även den 16-åriga flickan sin fällande dom och begärde att släppas fri i första hand eller få lägre straff i andra hand, något som den fällda 16-åriga pojken valt att inte göra. Dom i hovrätten föll den 5 februari 2010 där straffet fastslogs till det redan satta straffet för båda ungdomarna.